# Wahlkreis Cochem-Zell
Der Wahlkreis Cochem-Zell (Wahlkreis 15) ist ein Landtagswahlkreis in Rheinland-Pfalz. Er ist deckungsgleich mit dem Landkreis Cochem-Zell.

## Wahl 2021
Für die Landtagswahl 2021 traten folgende Kandidaten an:
| Direktkandidaten | Partei           | Wahlkreisstimmen in % | Landesstimmen in % |
| ---------------- | ---------------- | --------------------- | ------------------ |
| Heike Raab       | SPD              | 27,0 %                | 30,6 %             |
| Anke Beilstein   | CDU              | 44,1 %                | 38,9 %             |
| Martin Fischer   | AfD              | 6,4 %                 | 6,4 %              |
| Kerstin Geesdorf | FDP              | 5,4 %                 | 5,8 %              |
| Heinz Bremm      | Grüne            | 7,7 %                 | 6,2 %              |
| –                | Die Linke        | –                     | 1,8 %              |
| Tanja Schmidt    | Freie Wähler     | 9,3 %                 | 5,9 %              |
| –                | Piraten          | –                     | 0,4 %              |
| –                | ÖDP              | –                     | 0,5 %              |
| –                | Klimaliste       | –                     | 0,3 %              |
| –                | Die PARTEI       | –                     | 0,9 %              |
| –                | Tierschutzpartei | –                     | 1,5 %              |
| –                | Volt             | –                     | 0,8 %              |

Über die Landesliste rückte Benedikt Oster im Mai 2021 für Heike Raab (SPD) nach deren Ausscheiden in den Landtag nach. Für Anke Beilstein (CDU) rückte im November 2023 Jens Münster nach.

## Wahl 2016
Zur Wahl vom 13. März 2016 sind im Wahlkreis zugelassen worden:
| Direktkandidaten        | Partei   | Wahlkreisstimmen | Landesstimmen |
| ----------------------- | -------- | ---------------- | ------------- |
| Heike Raab              | SPD      | 30,3 %           | 31,4 %        |
| Anke Beilstein          | CDU      | 48,9 %           | 43,5 %        |
| Katharina Binz          | GRÜNE    | 5,0 %            | 3,5 %         |
| Jürgen Hoffmann         | FDP      | 7,0 %            | 7,1 %         |
| Martin Fischer          | AfD      | 8,8 %            | 9,5 %         |
| –                       | Sonstige | –                | 5,0 %         |
| Wahlberechtigte: 49.138 |          |                  |               |
| Wahlbeteiligung: 71,1 % |          |                  |               |

- Über die Landesliste rückte Katharina Binz (GRÜNE; Listenplatz 9) für Eveline Lemke nach ihrem Ausscheiden aus dem Landtag im April 2017 nach.

## Wahl 2011
Die Ergebnisse der Wahl zum 16. Landtag Rheinland-Pfalz vom 27. März 2011:
| Direktkandidaten        | Partei    | Wahlkreisstimmen | Landesstimmen |
| ----------------------- | --------- | ---------------- | ------------- |
| Heike Raab              | SPD       | 29,8 %           | 30,5 %        |
| Anke Beilstein          | CDU       | 52,3 %           | 47,4 %        |
| Miriam Wehner           | FDP       | 4,9 %            | 4,9 %         |
| Peter Minnebeck         | GRÜNE     | 10,1 %           | 10,7 %        |
| Thomas Knopp            | DIE LINKE | 2,9 %            | 2,3 %         |
| –                       | Sonstige  | –                | 4,4 %         |
| Wahlberechtigte: 51.611 |           |                  |               |
| Wahlbeteiligung: 64,8 % |           |                  |               |

- Direkt gewählt wurde Anke Beilstein (CDU).[4]
- Heike Raab (SPD) wurde über die Landesliste (Listenplatz 8) gewählt.[6] Im Zusammenhang mit ihrer Berufung zur Staatssekretärin übernahm Benedikt Oster den Sitz im Landtag.[7]

## Wahl 2006
Die Ergebnisse der Wahl zum 15. Landtag Rheinland-Pfalz vom 26. März 2006:
| Direktkandidaten                  | Partei   | Wahlkreisstimmen | Landesstimmen |
| --------------------------------- | -------- | ---------------- | ------------- |
| Heike Raab                        | SPD      | 37,4 %           | 38,0 %        |
| Anke Beilstein                    | CDU      | 55,0 %           | 44,4 %        |
| Annette Köster                    | FDP      | 7,6 %            | 8,7 %         |
| –                                 | GRÜNE    | –                | 2,7 %         |
| –                                 | REP      | –                | 0,6 %         |
| –                                 | WASG     | –                | 1,4 %         |
| –                                 | Sonstige | –                | 4,2 %         |
| Wahlberechtigte: 52.447 Einwohner |          |                  |               |
| Wahlbeteiligung: 63,1 %           |          |                  |               |

- 2006 wurde Anke Beilstein (CDU) aus Ernst (Mosel) direkt gewählt.[8] Sie ist seit 2006 Mitglied des Landtags.
- Heike Raab (SPD) aus Cochem wurde über die Landesliste (Listenplatz 21) in den Landtag gewählt.[10] Sie war von 2001 bis 2011 Mitglied des Landtags.

## Wahl 2001
Bei der Landtagswahl 2001 traten auch die Grünen und die Freie Wählergruppe Rheinland-Pfalz mit Direktkandidaten an.
- SPD: 34,7 %
- CDU: 50,1 %
- FDP: 7,4 %
- Bündnis 90/Die Grünen: 3,2 %
- Sonstige: 4,6 %
- Direkt gewählt wurde Herbert Michael Jullien (CDU)

## Wahlkreissieger
| Wahl | Name            | Partei | Stimmenanteil |
| ---- | --------------- | ------ | ------------- |
| 1991 | Werner Langen   | CDU    | 57,9 %        |
| 1996 | Herbert Jullien | CDU    | 57,7 %        |
| 2001 | Herbert Jullien | CDU    | 53,1 %        |
| 2006 | Anke Beilstein  | CDU    | 55,0 %        |
| 2011 | Anke Beilstein  | CDU    | 52,3 %        |
| 2016 | Anke Beilstein  | CDU    | 48,9 %        |
| 2021 | Anke Beilstein  | CDU    | 44,1 %        |